# Louis-François-Auguste de Rohan-Chabot

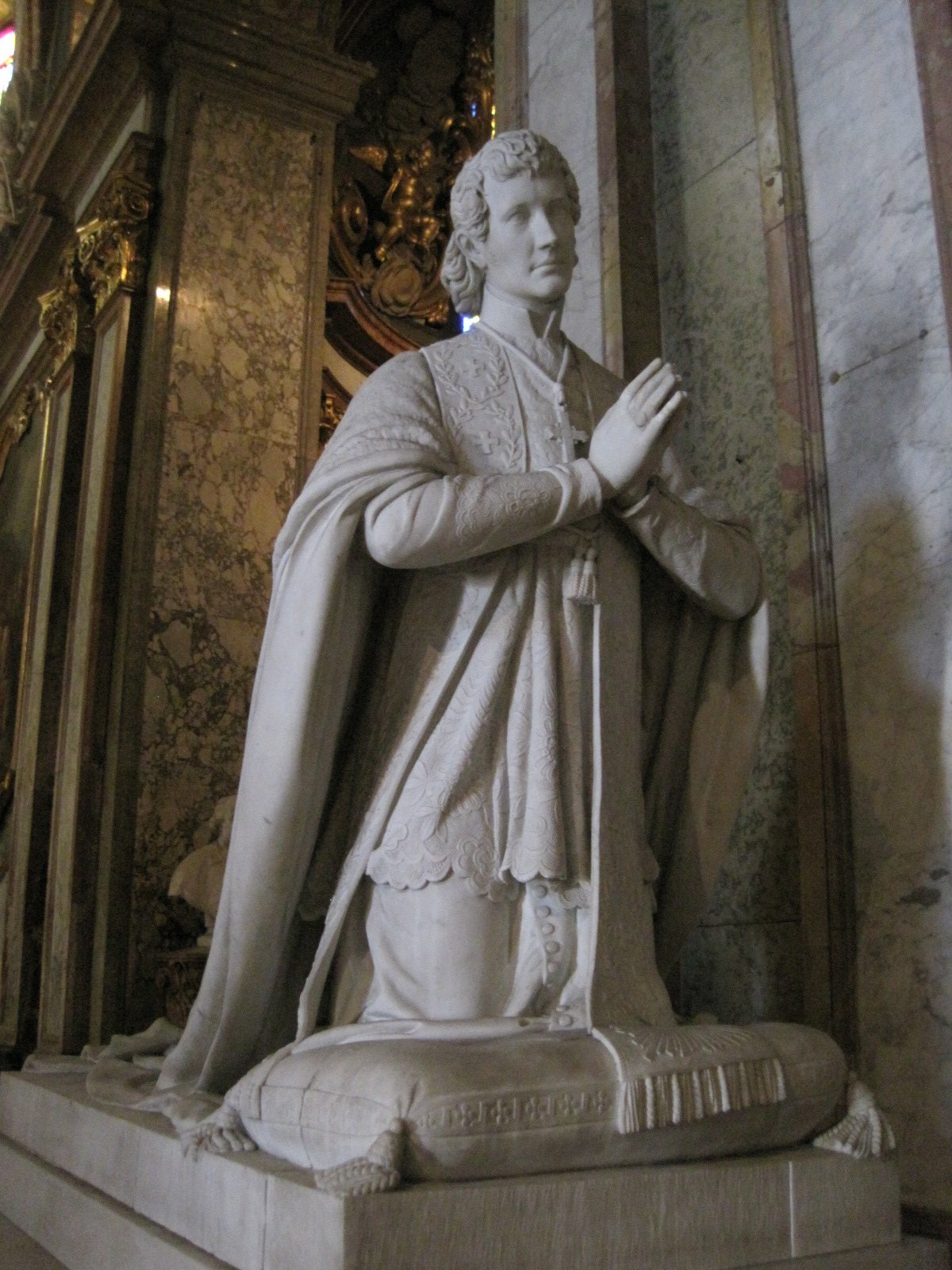
Louis-François-Auguste de Rohan-Chabot, Grabfigur in der Kathedrale von Besançon

Louis-François-Auguste de Rohan-Chabot (* 29. Februar 1788 in Paris; † 8. Februar 1833 in Chenecey) war ein französischer Geistlicher, Erzbischof von Besançon und Kardinal.

## Leben
Er entstammte dem bretonischen Adelsgeschlecht der Rohan und war das älteste von sieben Kindern des Herzogs Alexandre Louis Auguste de Rohan-Chabot und dessen Ehefrau Anne Elisabeth de Montmorency. Während der Französischen Revolution folgte er seinem Vater in die Emigration, aus der die Familie 1800 nach Paris zurückkehrte. Als 1807 sein Großvater, der Herzog von Rohan, starb, ging der Titel auf seinen Vater über und er selbst wurde Fürst von Léon. Er heiratete am 2. Mai 1808 die 17-jährige Marie Georgine Armandine de Sérent. 1809 wurde er Kammerherr des Kaisers der Franzosen Napoléon I. Bonaparte, diese Position hatte er bis zum Sturz Napoleons 1814 inne. Seine Ehefrau starb am 10. Januar 1815 an Brandwunden, nachdem der Saum ihres Kleides Feuer gefangen hatte. Nach dem Tod seines Vaters 1816 wurde er selbst Herzog von Rohan.
Louis-François-Auguste de Rohan-Chabot trat 1819 in das Priesterseminar Saint-Sulpice in Paris ein. Am 1. Juni 1822 empfing er das Sakrament der Priesterweihe. Nach seelsorglicher Tätigkeit in La Roche-Guyon wurde er Generalvikar des Erzbistums Paris. Am 23. Juni 1828 wurde er zum Erzbischof von Auch ernannt. Die Bischofsweihe spendete ihm am 18. Januar 1829 in der Kathedrale Notre Dame de Paris der Erzbischof von Paris Hyacinthe-Louis de Quélen; Mitkonsekratoren waren Louis-Augustine de Montblanc (1767–1841), Erzbischof von Tours, und Guillaume-Aubin de Villèle (1770–1841), Erzbischof von Bourges. Am 15. Dezember 1828 wurde er auf den erzbischöflichen Stuhl von Besançon versetzt.
Papst Pius VIII. erhob ihn im Konsistorium vom 5. Juli 1830 zum Kardinalpriester. Der Sturz der Bourbonenmonarchie nach der Julirevolution von 1830 zwang ihn, sich zunächst nach Belgien und später in die Schweiz zurückzuziehen. Er nahm am Konklave 1830–1831 teil, das Papst Gregor XVI. wählte. Am 28. Februar 1831 verlieh der Papst ihm den Kardinalshut und die Titelkirche Santissima Trinità al Monte Pincio.
1832 kehrte er in seine Diözese zurück. Am 8. Februar 1833 starb er in Chenecey, 15 km südlich von Besançon, an einem typhoiden Fieber. Er wurde in der Kathedrale von Besançon beigesetzt.